# Іноуе Ецуко
Ецуко Іноуе (яп. 井上悦子 в шлюбі Канесіро; нар. 18 жовтня 1964, Накано, Токіо) — японська тенісистка. Чемпіонка Азійських ігор 1982 року в одиночному розряді, переможниця двох турнірів туру Virginia Slims, учасниця Олімпійських ігор 1984 і 1988 років.

## Ігрова кар'єра
Уже в липні 1982 року 17-річна Ецуко Іноуе дебютувала в складі збірної Японії в Світовій групі Кубка Федерації, де провела три парних зустрічі з Масако Янагі. Восени того ж року на Азійських іграх вона завоювала медалі в кожному з розрядів на тенісних змаганнях — золото в одиночному розряді, срібло в міксті і бронзу в жіночих парах і командних змаганнях .
У жовтні 1983 року Іноуе домоглася високих результатів на турнірах туру Virginia Slims у себе вдома в Японії. Спочатку вона дійшла до півфіналу на турнірі Borden Classic в Токіо, а через два тижні стала переможницею Відкритого чемпіонату Японії. На наступний рік, після того, як команда Японії в Кубку Федерації програла в першому колі гречанкам, Іноуе зіграла вирішальну роль в успішному виступі своєї збірної у втішному турнірі, зокрема, які принесли їй по два очка (в одиночному і парному розрядах) в півфіналі і фіналі проти мексиканської та бразильської збірних. Вона представляла Японію на показовому тенісному турнірі Лос-Анджелеської Олімпіади, а в жовтні завоювала свій другий титул на турнірах Virginia Slims, вигравши турнір Borden Classic.
Іноуе залишалася незмінною учасницею збірної Японії в Кубку Федерації аж до 1989 року, двічі (у 1985 і 1989 роках) пробиваючись з нею до другого кола Світової групи. В цілому вона провела за японську команду 30 ігор в 20 матчах, здобувши перемогу в 5 з 15 зустрічей в одиночному розряді і в 8 з 15 в парах. У 1988 році вона вдруге представляла Японію на Олімпійських іграх — на цей раз в Сеулі, де пробилася до другого кола в парному розряді. Її найкращим результатом на турнірах Великого шолома став вихід в півфінал Відкритого чемпіонату Австралії 1987 року в парі з гонконзькою тенісисткою Патрісією Хай. Уже в першому колі вони перемогли посіяних п'ятими Розалін Фербенк і Еліс Берджін, а потім ще дві пари, перш ніж поступитися першій посіяній парі і майбутнім чемпіонкам Мартіні Навратіловій і Пем Шрайвер . Після цього Іноуе досягла 34-го місця в рейтингу WTA серед гравців у парному розряді, а свою вищу позицію в одиночному розряді — 26-ю — зайняла в березні 1988 року. Вона завершила виступи в професійних тенісних турнірах в 1991 році.

## Положення в рейтингу в кінці сезону
| розряд    | 1983 | 1984 | 1985 | 1986 | 1987 | 1988 | 1989 | 1990 |
| --------- | ---- | ---- | ---- | ---- | ---- | ---- | ---- | ---- |
| одиночний | 80   | 68   | 98   | 80   | 30   | 52   | 68   | 71   |
| парний    | -    | -    | -    | 120  | 57   | 204  | 608  | 211  |

## Фінали турнірів Virginia Slims

### Одиночний розряд (2-0)
| Результат | №  | Дата              | Турнір                            | Покриття | Суперниця у фіналі | Рахунок у фіналі |
| --------- | -- | ----------------- | --------------------------------- | -------- | ------------------ | ---------------- |
| Перемога  | 1. | 17 жовтня 1983 р. | Відкритий чемпіонат Японії, Токіо | Хард     | Шеллі Соломон      | 7-5, 6-1         |
| Перемога  | 2. | 1 жовтня 1984 р.  | Токіо (Borden Classic)            | Хард     | Бет Херр           | 6-0, 6-0         |